# 호지슨날다람쥐
호지슨날다람쥐(Petaurista magnificus)는 다람쥐과에 속하는 설치류의 일종이다. 인도 북부와 네팔, 부탄, 미얀마, 중국 남부 지역의 산악 지대에서 발견된다. 자연 서식지는 열대와 아열대 숲이고 서식지 파괴로 위협을 받고 있다.

## 특징
대형 날다람쥐로 머리부터 몸까지 길이가 360~420mm, 꼬리 길이가 415~480mm이다. 몸무게는 약 1350g이다. 등 쪽의 털은 짙은 갈색이고 등 가운데를 따라 검은색 줄무늬가 있고, 어깨에는 누르스름한 갈색 반점이 나 있다. 옆구리와 활강 비막은 불그스레한 짙은 갈색을 띠는 반면에 배 쪽과 다리는 불그스레한 연한 갈색이다. 몸 쪽 꼬리는 짙은 갈색이고, 나머지 부분은 붉은 갈색을 띠며 끝은 검다. 다리도 검다.

## 분포 및 서식지
호지슨날다람쥐는 네팔과 인도 북부, 부탄, 중국 티베트 자치구 등의 해발 1500~3000m 히말라야 지역의 토착종이다. 미얀마 서부 지역에서도 발견된다. 자연 서식지는 열대와 아열대 기후 지역의 상록수림과 낙엽수림이다.

## 습성
호지슨날다람쥐는 야행성 동물이다. 날이 저물면 낮동안에 머물던 수관층 은신처에서 빠져 나오며 내는 요란한 소리를 들을 수 있다. 그런 다음 나무 꼭대기에서 진달래와 덤불이 자라는 아래로 활강한다. 활강 거리는 최대 100m에 이르기도 하며, 윗쪽으로 이동은 짧게 끝난다. 먹이는 식물 잎과 새싹, 풀, 꽃, 열매 등이다. 땅으로부터 최대 15m 위에 부드러운 식물을 쌓아 둥근 구멍 속에 둥지를 만든다. 번식 행동은 잘 알려져 있지 않다. 비행을 위해 피부의 작은 덮개를 이용한다.

## 보전 상태
차나 카다멈과 같은 농작물을 재배하기 위해 숲 서식지가 파괴되고 있기 때문에 호지슨날다람쥐의 전체 개체수가 감소 추세를 보이는 것으로 간주되고 있다. 그러나 분포 지역이 넓고, 전체 개체수가 많기 때문에 국제 자연 보전 연맹(IUCN)이 보전 등급을 "관심대상종"으로 분류하고 있다.